# Netsukuku
Netsukuku es el nombre de un sistema de routing experimental de tipo peer-to-peer, desarrollado por el laboratorio FreakNet MediaLab, diseñado para construir una red distribuida, anónima y anárquica, no necesariamente separada de la Internet, sin el auxilio de ningún servidor centralizado, DNS, ISP o de ninguna autoridad central. 

## Idea de base
Netsukuku nace de la idea de poder crear una red pura, que se serviría de las teoría del caos, se crea y se mantiene autónomamente, y sobrevive adaptándose a las mutaciones de las conexiones en red, como un fractal. La unión de los algoritmos de gestión de una red pura con algoritmos fractales y las teorías matemáticas sobre el caos es una de las características que permiten a Netsukuku el poder crear una red difundida y distribuida, no centralizada, anónima, anárquica, no controlable y finalmente autónoma. El objetivo de Netsukuku es lograr que cualquiera, en cualquier lugar y momento pueda conectarse inmediatamente a la red sin deber pasar a través de controles burocráticos o tener que firmar contratos. La dirección IP que identifica un ordenador será elegida aleatoriamente y de modo unívoco (las eventuales "colisiones" IP serían resueltas como en una tabla Hash), por lo cual el número IP no será asociable a una localidad física precisa (su server), y las mismas rutas, formadas por un enorme número de nodos, tienden a tener una complejidad y densidad tan elevadas, que no permiten el "tracing" de un determinado nodo, debido a la complejidad y aleatoriedad del mecanismo de atribución IP. La velocidad de transferencia de los datos está limitada únicamente por la tecnología actual de las fichas PCI o dispositivos de red.

## Funcionamiento
En una red de tipo peer-to-peer cada nodo funciona como router; para resolver el problema de cálculo computacional y memorizar todas las rutas de todos los 2^128 nodos de la red, en Netsukuku se utiliza un meta-algoritmo experimental de routing, que se aprovecha de algunas teorías del caos para evitar un consumo elevado de potencia de cálculo, y algoritmos fractales para mantener pequeño el mapa de la entera red, (constantemente menos de 2 kilobyte). Con el objetivo de crear un sistema diferente de nombres de dominio, ya no más basado en el tradicional DNS, sino en el Abnormal Netsukuku Domain Name Anarchy, un sistema alternativo distribuido, no jerárquico y descentralizado, de gestión de direcciones de ruta.

### Una arquitectura del dominio de Internet de Netsukuku
```
            
	    Nodo X
      ip: 123.123.123.123
      hash( hostname: "FreakNet.andna" ) == 11.22.33.44
					   ||
					   ||
					 Nodo Y
				     ip: 11.22.33.44
			   {	[ FreakNet.andna nel database del nodo Y ]    }
			   {hash_11.22.33.44 ---> 123.123.123.123}

```